# Мантика
Ма́нтика (гр. mantike — мистецтво віщування) — уміння вгадувати волю богів. Стародавні вірили, що всі явища природи, а також долі людей, щастя суспільства залежать від волі богів; що божество на прохання людини або за власним бажанням може виявляти свою волю через різні знамення; що за допомогою мантики можна дізнаватися про волю богів.
У Греції й Римі мантика була дуже поширена: усі намагалися з'ясувати волю богів за допомогою оракула. Головним провісником і покровителем оракулів у стародавній Греції вважався Аполлон. З-поміж пророків найбільшу повагу в греків мали сивіли та Бакід, натхненницями якого вважалися німфи. Пророцтва Бакіда та сивіл записували в окремі збірники (сивілині книги). Було чимало приватних збірників провіщень, власники яких за певну плату давали поради й пророкували всім, хто до них ввертався. В античності вірили також у сновидіння. Уже в архаїчну епоху думали, що сновидіння посилає Зевс. Люди шанували демонів, які уособлювали сновидіння. В «Теогонії» Гесіод називає таких демонів синами Ночі, а пізніші автори вважали їх за дітей Гіпноса (Сну). Греки вірили, що часом боги самі з'являлись уві сні й оголошували свою волю. В античному світі існували різні книги для пояснення сновидінь. Було повір'я, згідно з яким волю богів віщували певні птахи та явища природи. Їх тлумачили жерці-авгури (див. ауспіції). Особливою шаною були оточені пернаті хижаки і серед них орел як посланець самого Зевса. Для ворожіння за летом птахів обирали відкрите місце, зручне для спостерігання. Поява птахів із східного боку обрію була доброю прикметою, з західного боку — поганою. Ворожили також за небесними й атмосферними явищами (сонячне затемнення, блискавка, грім тощо). Залежно від того, з якого боку вдарив грім або сяйнула блискавка, судили про добре чи лихе знамення богів. Сонячні затемнення та комети вважалися недоброю призвісткою. Після походів Олександра Македонського (коли греки познайомилися з вавилонською астрологією) ввійшла в ужиток ворожба за зірками. Крім того, стародавні греки й римляни знали ворожбу на жертовних тваринах. Жерці брали до уваги поводження тварин перед економ, швидше чи повільніше згоряння шматків жертовного м'яса, вигляд нутрощів тварини тощо. При ворожбі за нутрощами особливу увагу звертали на вигляд і форму печінки. Серце, легені, селезінка й жовч також були об'єктом уважного спостереження. У Римі ворожбити за нутрощами тварин звалися гаруспіками. Подеколи знаменням богів уважали чхання, рипіння дверей, розлиту воду, появу тварини тощо. Уже в сиву давнину до мантики почали ставитися скептично. Фалес з Мілету в затемненні сонця бачив не волю богів, а природне явище. Епіхарм глузував з ворожбитів, які ошукували жінок та ще за оману брали гроші. Римський поет Енній називав ворожбитів марновірними й безсоромними хвальками.